# Ле Скоте (Сијена)
Ле Скоте је насеље у Италији у округу Сијена, региону Тоскана.
Према процени из 2011. у насељу је живело 60 становника. Насеље се налази на надморској висини од 325 м.